# Alberto Castellani
Alberto Castellani (Verona, 17 oktober 1961) is een voormalig voetbalscheidsrechter uit Italië, die actief was op het hoogste niveau van 1998 tot 2006. Castellani maakte zijn debuut in de hoogste afdeling van het Italiaanse voetbal (Serie A) op 28 november 1999 in de wedstrijd Lecce–Venezia (2-1). Hij floot in totaal 14 wedstrijden in de Serie A en 111 duels in de Serie B.